# Adam Cieślar
Adam Cieślar (* 21. září 1949) je emeritním církevním kurátorem Slezské církve evangelické a. v.
V době komunistické diktatury v Československu mu bylo znemožněno studium teologie.
Úřad církevního kurátora zastával v letech 2006–2014. V minulosti byl též seniorátním kurátorem Jablunkovského seniorátu SCEAV a kurátorem Farního sboru SCEAV v Bystřici nad Olší.
V letech 2010–2023 byl předsedou správní rady společnosti Beskydská oáza, o.p.s. Od roku 2020 je předsedou Historické společnosti HEREDITAS z. s.
S manželkou Irenou má dva syny a dvě dcery. Jeho bratrem je architekt Karel Cieślar.